# Lago Atitlán
Il lago Atitlán è un grande lago situato sugli altopiani del Guatemala. Il bacino del lago è di origine vulcanica e occupa un'enorme caldera formata da un'eruzione di 84.000 anni fa. È noto come uno dei più bei laghi del mondo, e Aldous Huxley notoriamente scrisse: "il lago di Como, mi sembra, tocchi il limite del pittoresco, ma l'Atitlan è come il lago di Como con abbellimenti supplementari di numerosi vulcani immensi. Davvero eccezionale".

## Geologia
Si tratta di un bacino endoreico (manca di flusso diretto al mare) ma le sue acque infiltranti alimentano due fiumi vicini. L'Atitlán è riconosciuto come il lago più profondo dell'America Centrale con profondità massima di 340 metri. Il lago è modellato da scarpate profonde che lo circondano e da tre vulcani sul suo fianco meridionale ed è contornato da città e villaggi popolati da popolazione Maya. Il lago si trova a circa 50 km ad ovest-nord-ovest di Antigua e non deve essere confuso con il più piccolo lago Amatitlán.
La regione è stata oggetto di attività vulcanica circa 11 milioni di anni fa, e da allora ha visto quattro episodi distinti di eruzione vulcanica e collasso della caldera, la più recente delle quali ha avuto inizio circa 1,8 milioni di anni fa e culminò nella formazione dell'attuale caldera. Il lago riempie ormai gran parte della caldera, raggiungendo una profondità fino a 340 metri.
L'eruzione che generò la caldara è nota come eruzione Los Chocoyos, ed espulse più di 300 km³ di tefrite. L'enorme eruzione, che disperse cenere su una superficie di circa 6 milioni di chilometri quadrati e venne rilevata dalla Florida all'Ecuador, può essere utilizzata come marcatore stratigrafico sia nel Pacifico che nell'Atlantico (noto come cenere Y-8 nei depositi marini). Il chocoyo è un tipo di uccello che nidifica spesso nello strato di cenere relativamente morbido.
Dalla fine del Los Chocoyos, sono continuati i fenomeni di vulcanismo nella caldera dando vita a tre nuovi vulcani. Il vulcano Atitlán si trova sul bordo meridionale della caldera, mentre il San Pedro e il Tolimán si trovano al suo interno. Il San Pedro è il più antico dei tre e sembra essersi formato in un'eruzione di circa 40.000 anni fa. Il Tolimán iniziò a formarsi dopo che il San Pedro si fermò, e rimase probabilmente attivo, anche se non ha eruttato in tempi storici. L'Atitlán è cresciuto quasi del tutto negli ultimi 10 000 anni, ed è rimasto attivo, visto la sua più recente eruzione risale al 1853.
Il 4 febbraio 1976, un fortissimo terremoto (magnitudo 7,5) colpì il Guatemala uccidendo più di 26 000 persone. Il sisma fratturò il letto del lago provocando il drenaggio di una grandissima quantità d'acqua tale da determinarne l'abbassamento del livello di due metri in un mese.

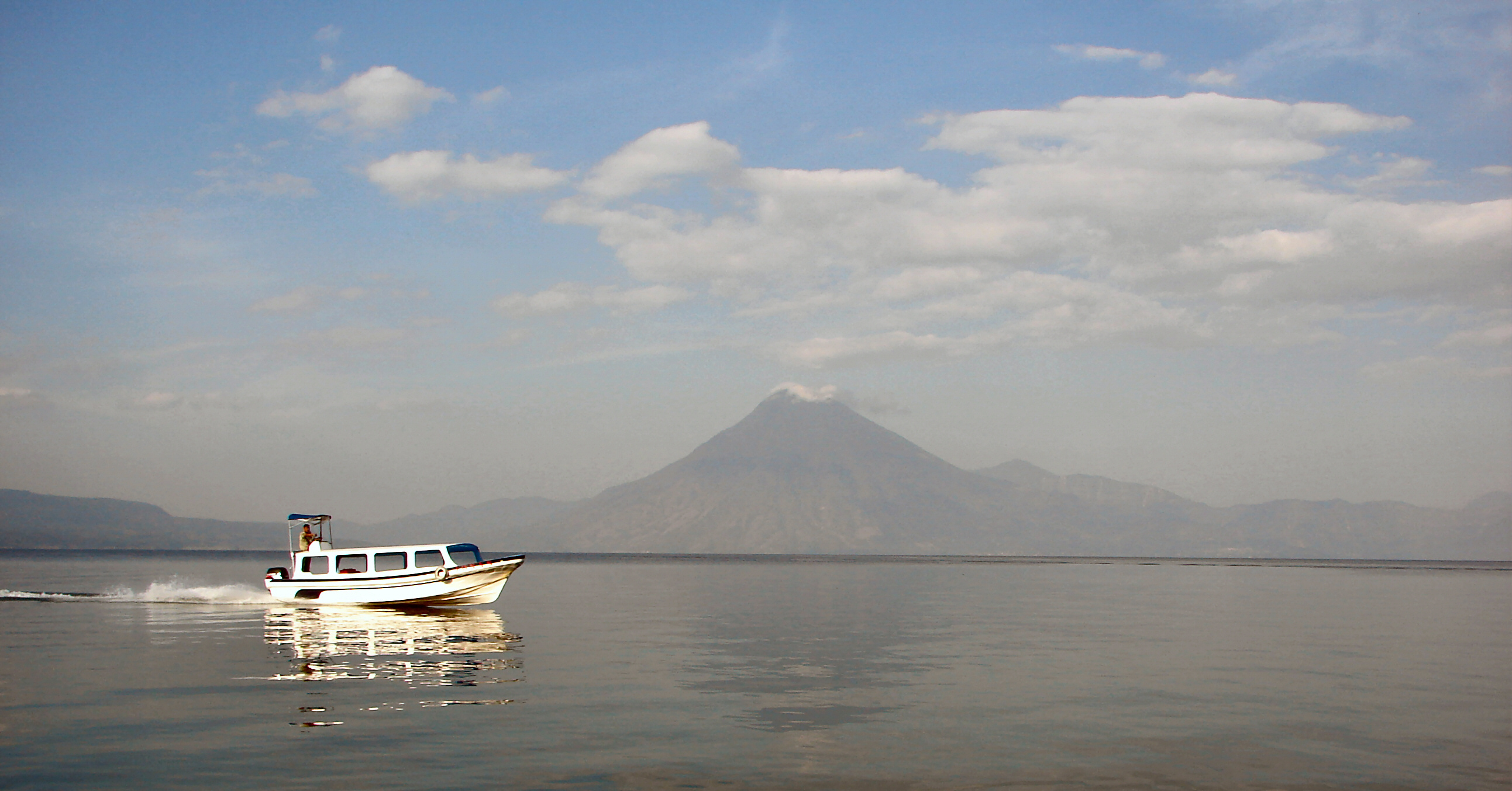
Il lago Atitlán visto da Panajachel con sullo sfondo il vulcano San Pedro.

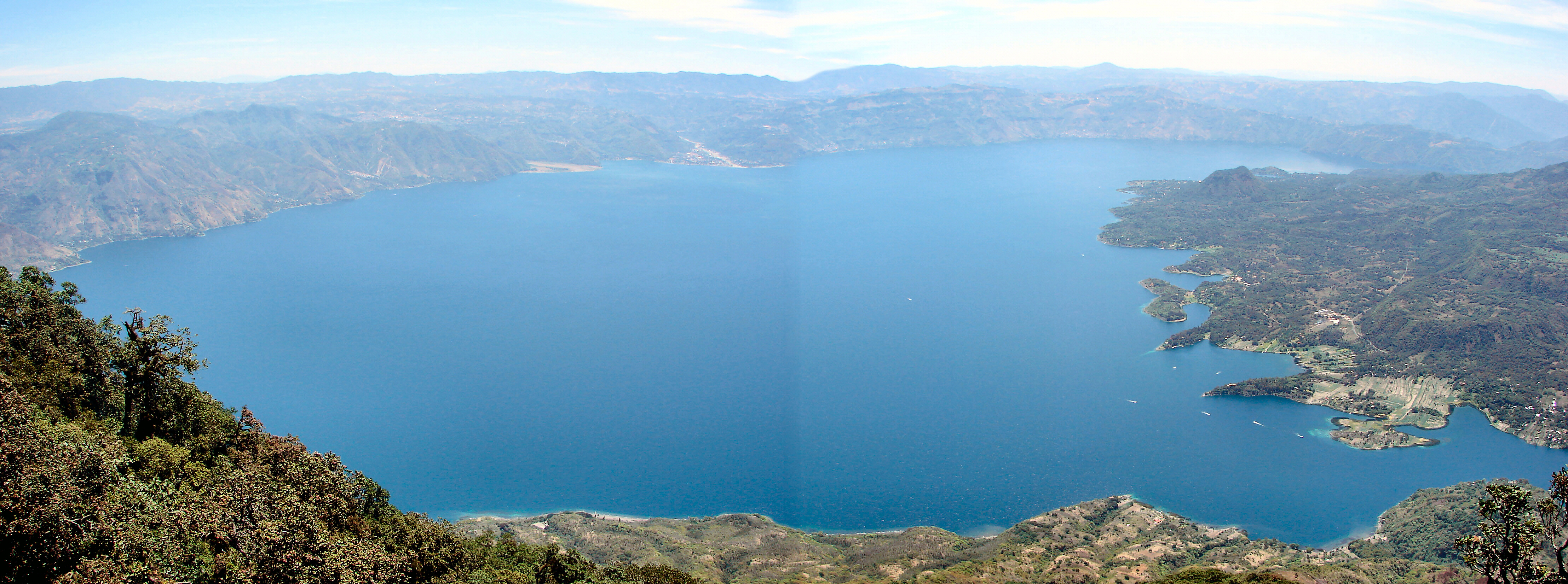
Vista panoramica del lago dalla cima del vulcano San Pedro.

## Ecologia
Nel 1955, la zona intorno al lago Atitlán è diventata un parco nazionale. Il lago era per lo più sconosciuto nel resto del mondo e il Guatemala era alla ricerca di incrementare il turismo e rilanciare l'economia locale. La Pan American World Airways suggerì che sarebbe stato interessante immettere nel lago un pesce apprezzato dai pescatori. Così venne deciso di inserire nel lago una specie ittica non nativa, la Micropterus dolomieu, introdotta nel lago nel 1958. Il pesce si ambientò rapidamente e iniziò lo sterminio dei pesci nativi del lago. Alla fine si estinsero più dei due terzi delle specie ittiche autoctone nel lago e ciò contribuì all'estinzione del Podilymbus gigas, un raro uccello che viveva soltanto intorno alla regione del lago Atitlán.
Un aspetto unico del clima è quello che viene definito come Xocomil (dalla lingua Kaqchickel "il vento che portava il peccato"); si dice che sia l'incontro di venti caldi provenienti Pacifico riuniti a quelli freddi provenienti da nord. Questo vento spira sul lago nella tarda mattinata e nel pomeriggio e produce mulinelli che pongono a serio rischio di naufragio i naviganti.

### Uragani
Le forti piogge dell'uragano Stan provocarono estesi danni in tutto il Guatemala ai primi di ottobre del 2005, in particolare intorno al lago Atitlán. Una massiccia frana seppellì il villaggio lacustre di Panabaj, causando la morte di 1.400 persone e lasciando 5.000 senzatetto.
Quattro anni e mezzo dopo l'uragano Stan, la tempesta tropicale Agatha (2010) causò ingenti danni alla regione provocando diverse dozzine di morti fra San Lucas Toliman e San Antonio Palopó.

## Cultura

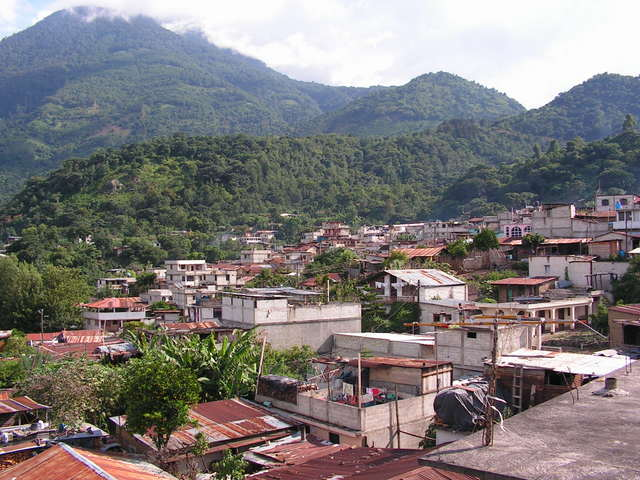
San Pedro la Laguna e il vulcano San Pedro

"In acqua" è il significato di Atitlán. Si tratta di una fusione di semplici parole nahuatl che nascondono la complessità della decifrazione del nome. L'esploratore tedesco Alexander von Humboldt fu il primo straniero importante che lo chiamò "il più bel lago del mondo.
L'area presenta estese coltivazioni di caffè, frutteti di avocado e una varietà di colture agricole, in particolare mais e cipolle. Altri importanti prodotti agricoli sono rappresentati da fagioli, zucca, pomodori, cetrioli, aglio, pepe verde, fragole e pitahaya. Il lago è ricco di vita animale che fornisce una fonte di cibo importante per la popolazione.
Il lago è circondato da numerosi villaggi, nei quali la cultura maya è ancora prevalente e gli abitanti indossano ancora gli abiti tradizionali. Il popolo maya di Atitlán è prevalentemente di lingua Tz'utujil e Kaqchikel. Durante la conquista spagnola dello Yucatán i Kaqchikel inizialmente, assieme ai Quiché si allearono con gli invasori per sconfiggere i loro nemici storici Tz'utujil ma vennero conquistati e sottomessi quando si rifiutarono di pagare un tributo agli spagnoli.
Santiago Atitlán è la più grande delle comunità lacustri, ed è nota per il culto di Maximón, un idolo formato dal sincretismo fra divinità tradizionali maya, santi cattolici e leggende dei conquistatori. L'effigie istituzionalizzata di Maximón è sotto il controllo di una confraternita religiosa locale e risiede in diverse case di suoi membri durante il corso dell'anno, per essere poi solennemente trasferita in processione durante la Semana Santa. Diverse città in Guatemala hanno culti simili, in particolare il culto di San Simón a Zunil.
Mentre la cultura maya è predominante nella maggior parte delle comunità lacustri, Panajachel, è stato travolto negli anni da guatemaltechi e turisti stranieri. Ha attirato molti hippies negli anni 1960, e anche se la guerra ha indotto molti stranieri a lasciare, la fine delle ostilità, nel 1996, ha visto ancora una volta aumentare il numero di visitatori e l'economia della città è oggi quasi interamente dipendente dal turismo.
Non esiste una strada che circonda il lago e le comunità sono raggiungibili in barca o tramite strade di montagna che possono avere brevi estensioni lungo la riva. Santa Cruz La Laguna e Jaibalito possono essere raggiunte solo in barca. Santa Catarina Palopó e San Antonio Palopó sono collegate a Panajachel. Altri luoghi principali sono Santa Clara La Laguna e San Pedro La Laguna a ovest, Santiago Atitlán a sud e San Lucas Tolimán a est.

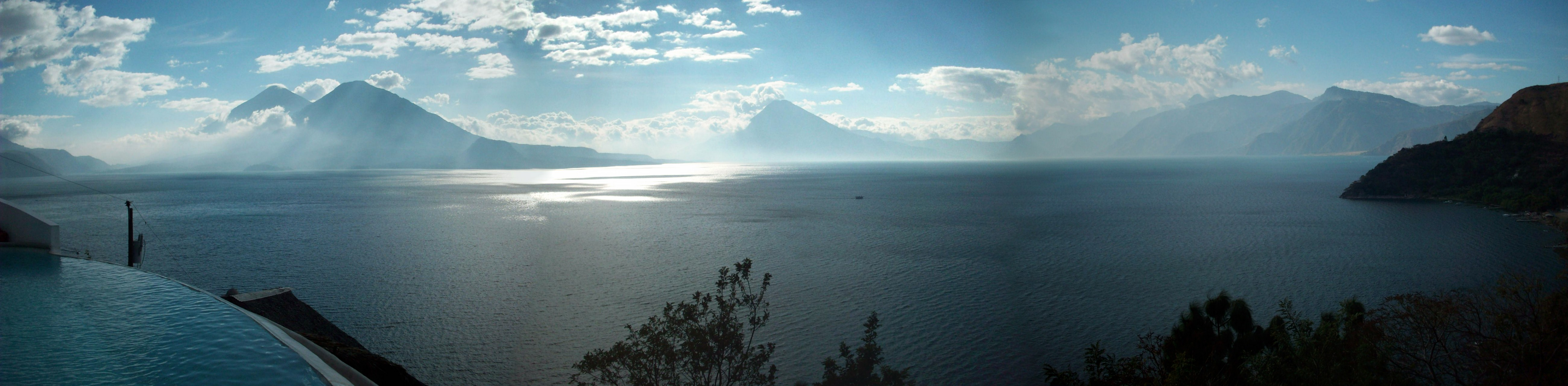
Lago Atitlán visto dal Tzam Poc hotel, vicino a Santa Catarina Palopó

### Archeologia maya
Diversi siti archeologici maya sono stati trovati intorno al lago. Sambaj, situato a circa 55 metri sotto il livello attuale del lago, sembra essere almeno dal periodo pre-classico. Vi sono resti di molti gruppi di edifici, compreso un grosso gruppo di edifici ritenuto essere stato il centro dell'insediamento.
Un secondo sito, Chiutinamit, è stato scoperto dai pescatori locali, che "hanno notato quella che sembrava essere una città subacquea". Durante le conseguenti indagini, sono stati rinvenuti cocci di ceramica che hanno permesso la datazione del sito al tardo periodo pre-classico (600 a.C. - 250).
Un progetto dal titolo "archeologia subacquea nel lago Atitlán. Sambaj 2003 Guatemala" è stato recentemente approvato dal governo del Guatemala, in collaborazione con la Fundación Albenga e il Museo del lago Atitlán.

### Guerra civile guatemalteca

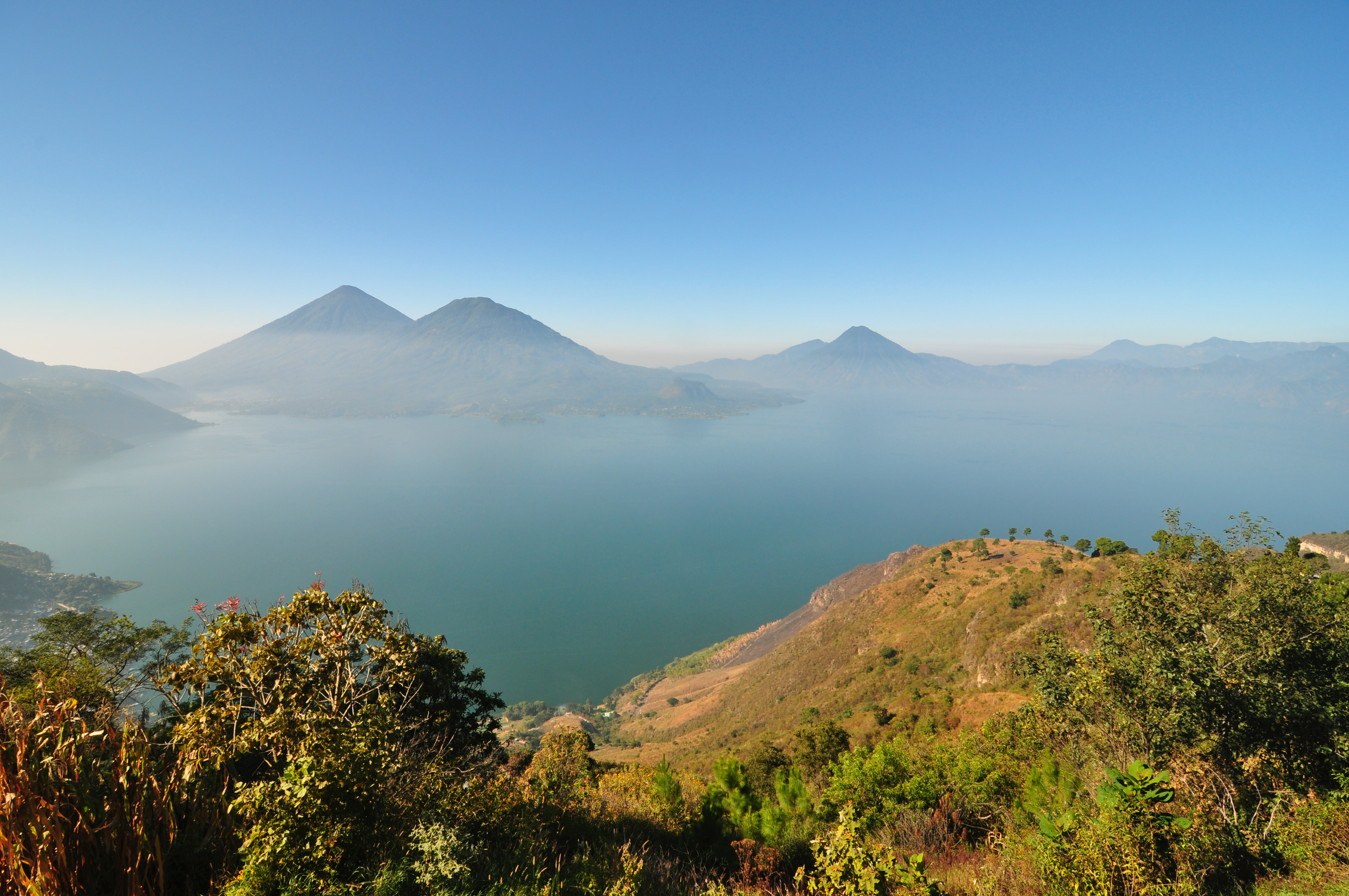
Altra vista aerea del lago.

Durante la guerra civile, il lago fu teatro di molte terribili violazioni dei diritti umani, dato che il governo perseguì una politica di terra bruciata. I popoli indigeni vennero considerati universalmente sostenitori dei guerriglieri che stavano combattendo contro il governo, e furono oggetto di rappresaglie brutali. Almeno 300 maya di Santiago Atitlán si ritiene siano scomparsi durante il conflitto. Due eventi di questa epoca assursero a avvenimenti internazionali. Uno fu l'assassinio di Stanley Rother, un missionario dell'Oklahoma, nella chiesa di Santiago Atitlán, nel 1981.
Nel 1990, una marcia di protesta spontanea verso la base dell'esercito, posta ai margini della città, venne colpita con armi dal fuoco, causando la morte di 13 civili disarmati. La pressione internazionale costrinse il governo guatemalteco a chiudere la base e a dichiarare Santiago Atitlán "zona libera-militare". Il monumento che commemora il massacro è stato danneggiato dalla colata di fango del 2005.

## Galleria d'immagini

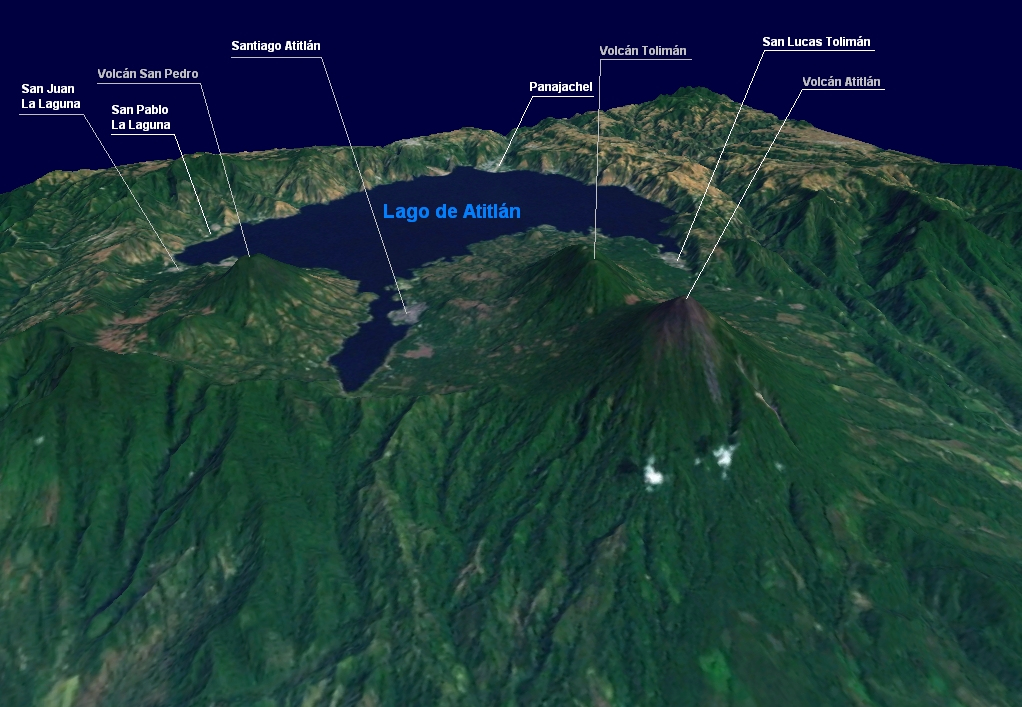
I vulcani Atitlán, San Pedro, Toliman e Lago Atitlán in 3D
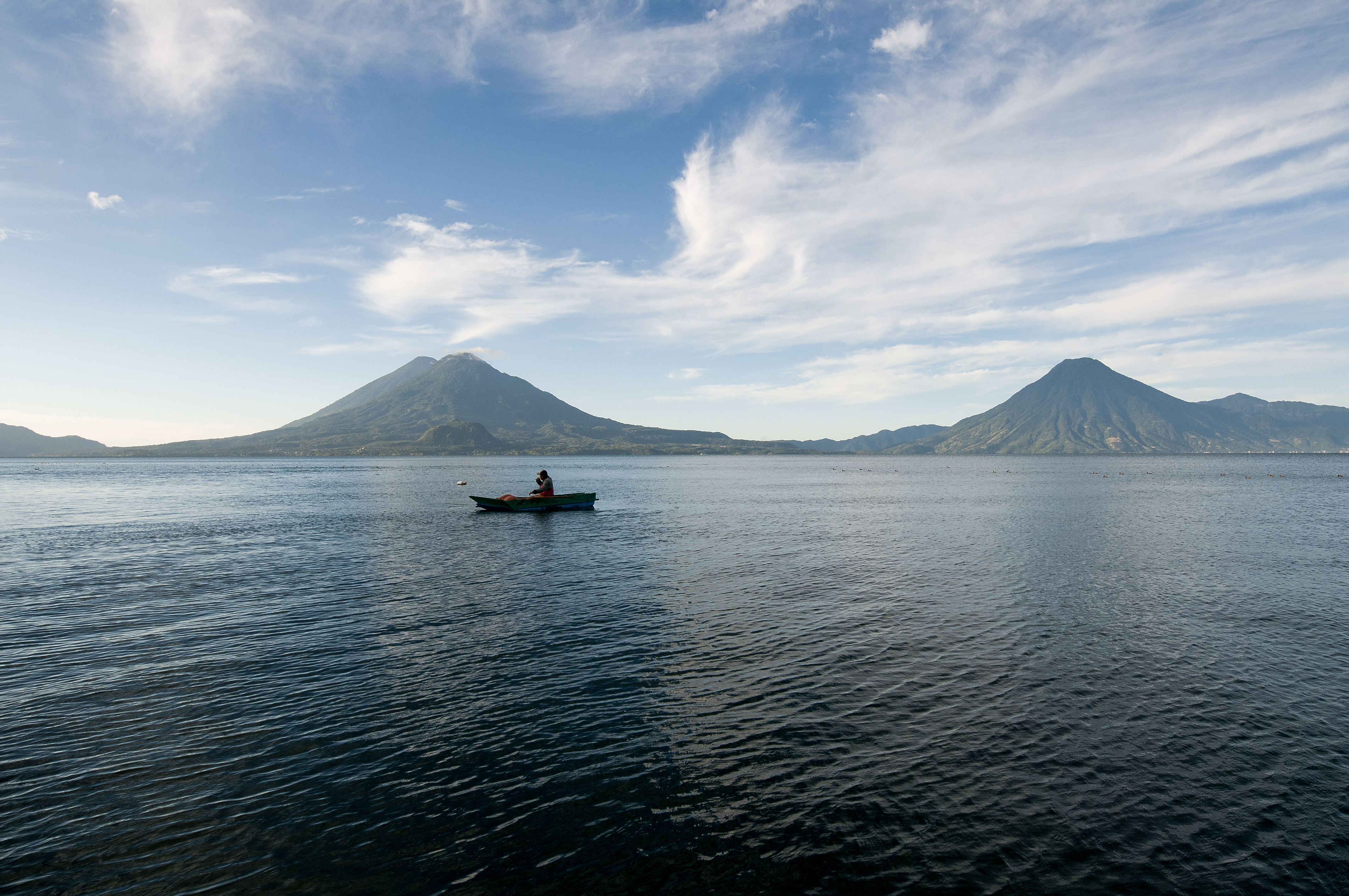
Altra vista dal lago